# Montrose (Illinois)
Montrose es una villa ubicada en el condado de Effingham en el estado estadounidense de Illinois. En el Censo de 2010 tenía una población de 201 habitantes y una densidad poblacional de 112,47 personas por km².

## Geografía
Montrose se encuentra ubicada en las coordenadas 39°9′57″N 88°22′40″O / 39.16583, -88.37778. Según la Oficina del Censo de los Estados Unidos, Montrose tiene una superficie total de 1.79 km², de la cual 1.79 km² corresponden a tierra firme y (0%) 0 km² es agua.

## Demografía
Según el censo de 2010, había 201 personas residiendo en Montrose. La densidad de población era de 112,47 hab./km². De los 201 habitantes, Montrose estaba compuesto por el 96.02% blancos, el 0% eran afroamericanos, el 0% eran amerindios, el 0% eran asiáticos, el 0% eran isleños del Pacífico, el 3.98% eran de otras razas y el 0% pertenecían a dos o más razas. Del total de la población el 5.47% eran hispanos o latinos de cualquier raza.